# Pulau Menjangan-kecil
Pulau Menjangan-kecil är en ö i Indonesien. Den ligger i den västra delen av landet, 400 km öster om huvudstaden Jakarta.